# Campeonato Italiano de Rugby 1984-85
El Campeonato de Rugby de Italia de 1984-85 fue la quincuagésima quinta edición de la primera división del rugby de Italia.

## Sistema de disputa
El torneo se disputó en una primera fase zonal, en la cual los equipos por su rendimiento fueron clasificados en la Zona Campeonato y en Zona de Descenso.
Los equipos clasificados a la Zona Campeonato, disputaron encuentros en condición de local y de visitante, coronándose como campeón el elenco que al final del torneo consiguió más puntos en la liguilla final.

## Desarrollo

### Zona Campeonato
- Tabla de posiciones:[1]

| Pos. | Equipo             | Encuentros | Encuentros | Encuentros | Encuentros | Tantos | Tantos | Tantos | Puntos |
| Pos. | Equipo             | PJ         | PG         | PE         | PP         | F      | C      | Dif    | Puntos |
| ---- | ------------------ | ---------- | ---------- | ---------- | ---------- | ------ | ------ | ------ | ------ |
| 1.º  | Petrarca Padova    | 14         | 11         | 2          | 1          | 281    | 84     | +197   | 24     |
| 2.º  | Benetton Treviso   | 14         | 10         | 0          | 4          | 283    | 145    | +138   | 20     |
| 3.º  | Rugby Parma        | 14         | 9          | 1          | 4          | 319    | 154    | +165   | 19     |
| 4.º  | L'Aquila Rugby     | 14         | 9          | 1          | 4          | 278    | 131    | +147   | 19     |
| 5.º  | Rugby Rovigo       | 14         | 7          | 0          | 7          | 188    | 251    | -63    | 14     |
| 6.º  | Amatori Catania    | 14         | 4          | 0          | 10         | 130    | 347    | -217   | 8      |
| 7.º  | Rugby Roma Olimpic | 14         | 3          | 0          | 11         | 165    | 348    | -183   | 6      |
| 8.º  | Rugby Brescia      | 14         | 1          | 0          | 13         | 132    | 319    | -187   | 2      |

|  | Campeón. |

| Bandera de Italia       |
| Campeón Petrarca Padova |
| Noveno título           |